# Krasna zemljo
Krasna zemljo je istarska himna. Stihove je 1912. godine napisao Ivan Cukon, a uglazbio ih je Matko Brajša Rašan. Na sjednici skupštine 23. rujna 2002. godine proglašena je himnom Istarske županije.

## Riječi
| »          | Krasna zemljo, Istro mila dome roda hrvatskog Kud se ori pjesan vila, s Učke tja do mora tvog. Glas se čuje oko Raše, čuje Mirna, Draga, Lim Sve se diže što je naše za rod gori srcem svim. Slava tebi Pazin – grade koj' nam čuvaš rodni kraj Divne li ste, oj Livade nek' vas mine tuđi sjaj! Sva se Istra širom budi Pula, Buzet, Lošinj, Cres Svud pomažu dobri ljudi nauk žari kano krijes. | « |
| Ivan Cukon | |   |

## Vanjske poveznice
- Himna Istarske županije
- Stranice Istarske županije  Arhivirana inačica izvorne stranice od 7. lipnja 2007. (Wayback Machine)